# Barbara Maples
Barbara Lucile Maples, née en 1912 à Temple au Texas et morte en 1999 à Dallas, est une photographe, artiste, éducatrice et professeure américaine. Elle est connue pour son travail avec des techniques photographiques modernistes dans le style connu sous le nom de Texas Bauhaus. Son travail fait partie de la collection permanente de plusieurs musées. Certaines de ses œuvres étaient notamment présentes à l'exposition d'art internationale « Elles font l'abstraction ».